# 국제표준녹음코드
국제 표준 녹음 코드(International Standard Recording Code, ISRC)는 ISO 3901에서 정의된 음반 및 뮤직 비디오 레코딩을 식별하기 위한 국제 표준 코드이다. 국제 음반 산업 협회(IFPI)는 국제 표준 기구로부터 해당 표준에 대한 등록 기관으로 지정되었다. 국제 표준 기구 기술 위원회 46, 소위원회 9(TC 46/SC9)가 현재 해당 표준에 대한 책임을 지고 있다. 국제 표준 녹음 코드의 코드는 음반 작업들이 아닌 특정 녹음물 자체를 식별하기 위한 코드이다. 그러므로 다른 녹음물, 편집물 또는 해당 녹음물에 대한 리믹스 버전까지도 각가의 ISRC 코드가 존재한다. 음반 작업들은 아날로그 국제 표준 음반 작업 코드(ISWC) 코드로 식별할 수 있다.
국제 표준 녹음 코드에 등록된 코드들은 ISRC 지부에서 개인 및 단체에 직접 배부가 된다. 보통 배부는 무료지만 지부에서는 작업 비용을 위한 소정의 비용을 청구할 수도 있다.

## 코드 형식
국제 표준 녹음 코드들은 영문 알파벳과 숫자가 합쳐진 12자리 코드로서 "CC-XXX-YY-NNNN"의 형식을 따른다. (ISRC 코드에는 하이픈이 붙지를 않지만 읽기에 쉽게 보이기 위해서 하이픈을 자주 붙여서 표현한다.) 각각은 다음을 의미한다.
- "CC"는 ISO 3166-1 alpha-2 국가 코드 규약에 따라 작성하는 2자리의 국가 코드이다.
- "XXX"는 영문 알파벳과 숫자를 쓰는 3자리 등록 코드로서 코드를 등록한 단체를 식별하기 위한 코드이다. 보통 각 나라의 코드 발급 기관이 음반 회사-링크들에게 3자리 코드를 부여한다. 예를 들자면 한국에서는 ISCR 코드 발급 기관인 소리바다가 있다. 또한 미국에서는 코드에 대한 수요가 너무 많아 2010년 12월 6일을 기점으로 미국의 국가 코드가 "US"에서 "QM"으로 변경되었다.
- "YY"는 등록된 년도의 마지막 두 숫자를 적는 2자리 코드이다.(주의, 녹음물이 만들어진 날짜가 아님)
- "NNNNN"는 해당 특정 녹음물을 구분하기 위한 5자리 코드이다.

예를 들자면 한 브라질 그룹의 노래 "Enquanto Houver Sol"의 ISRC 코드는 BRBMG0300729이다.
- BR은 브라질의 국가 코드를 의미하고
- BMG는 BMG사의 음반사 코드
- 03은 2003년도를 의미하며
- 00729는 해당 노래의 구분을 위한 코드이다.

또 다른 예를 들자면, USPR37300012는 러브 언리미티드 오케스트라의 "Love's Theme" 이란 노래의 ISRC 코드이다.
- US는 미국의 국가 코드를 의미
- PR3은 음반사 코드
- 73은 1973년을 의미
- 00012는 해당 노래의 구분을 위한 코드이다.

레드 북(Red Book) CD 디지털 오디오 규격에서는 ISRC 코드를 CD에 작성해 넣을 수 있다.

## 같이 보기
국제 표준 도서 번호(ISBN), 책에 적용되는 비슷한 국제 표준 코드